# Klaus Heinloth
Klaus Heinloth (* 26. Juni 1935 in Weilheim in Oberbayern; † 15. Juli 2010) war ein deutscher Experimentalphysiker und Professor an der Rheinischen Friedrich-Wilhelms-Universität Bonn. Er war zunächst auf dem Gebiet der Teilchenphysik tätig und beschäftigte sich später im Grenzfeld von Wissenschaft und Politik mit Fragen der Energieversorgung und des Klimaschutzes. Er war Mitglied des IPCC.
Heinloth machte sein Diplom 1959 an der TU München bei Georg Joos mit einer Arbeit zur Elektrostatik von Staubteilchen. Zwei Jahre darauf folgte die Promotion über die Streuung subthermischer Neutronen an Wasser bei Heinz Maier-Leibnitz an der gleichen Hochschule. Danach arbeitete er an der Universität Hamburg (1961), dem MIT (1961–62) und am DESY-Beschleuniger in Hamburg bis 1973. Er habilitierte sich auf dem Gebiet der Teilchenphysik an der Hamburger Universität im Jahr 1972. Im Jahr 1973 wurde er zum Professor an der Universität Bonn ernannt. Vorübergehend war er als Research Associate am CERN, wo er zur Photoproduktion mesonischer Zustände forschte. In Bonn beschäftigte er sich am Elektronensynchrotron u. a. mit der Elektroproduktion von Pionen bei extremen Vorwärtswinkeln, dem SAPHIR-Experiment am Bonner Beschleuniger ELSA und dem ZEUS-Experiment, das am Hamburger Beschleuniger DESY gefahren wurde.
Seit 1979 beschäftigte sich Heinloth vermehrt mit der Frage der Energieversorgung. Von 1984 bis 1985 leitete er die Fachgruppe Energie der Deutschen Physikalischen Gesellschaft. Aus seinem Eintreten für eine nachhaltigere Energieversorgung und für den Schutz des Klimas ergaben sich zahlreiche weitere Tätigkeiten, so war er von 1987 bis 1994 Mitglied der Enquete-Kommission Schutz der Erdatmosphäre des Deutschen Bundestages und von 1988 bis 1991 Mitglied des Klima-Beirates der Bundesregierung. Für die Vereinten Nationen arbeitete er in den Jahren 1988 bis 1995 im Intergovernmental Panel on Climate Change (IPCC) als Delegierter der Bundesregierung und als Lead Author, außerdem war er von 2003 bis 2006 Vorsitzender der IUPAP Working Group on Energy.
Stefan Heinloth, ein deutscher Wirtschaftsmanager und Autor, ist ein Sohn von Klaus Heinloth.

## Auszeichnungen und Ehrungen
- 1995 Wilhelm- und Else-Heraeus-Preis für einen Forschungsauftrag „Verträgliche Bereitstellung und Nutzung von Energie“[5]
- seit 1998 Mitglied der Nordrhein-Westfälische Akademie der Wissenschaften und der Künste[1]
- 1999 Robert-Mayer-Preis der VDI-Gesellschaft Energietechnik (heute: VDI-Gesellschaft Energie und Umwelt)[6]

## Bücher
- Klaus Heinloth: Energie und Umwelt - Klimaverträgliche Nutzung von Energie. 1. Auflage. Teubner Verlag, 1993, doi:10.1007/978-3-322-92688-3.
- Bernd Diekmann und Klaus Heinloth: Energie. 2. Auflage. Teubner Verlag, 1997, ISBN 3-519-13057-2, doi:10.1007/978-3-663-01595-6 (Erstausgabe:  1983).
- Klaus Heinloth: Die Energiefrage - Bedarf und Potentiale, Nutzung, Risiken und Kosten. Vieweg Verlag, 2003, ISBN 3-528-13106-3, doi:10.1007/978-3-322-80322-1.
- Klaus Heinloth: Nahrung und Energie. Schöningh, 2008, ISBN 978-3-506-76588-8.